# Sèves
La Sèves est une rivière française de Normandie, affluent de la Douve (rive droite), dans le département de la Manche.

## Géographie
La Sèves prend sa source en limite des territoires des communes de Muneville-le-Bingard et de Vaudrimesnil et prend la direction du nord puis du nord-est. Elle se joint aux eaux de la Douve, dans les marais du Cotentin et du Bessin entre les communes de Saint-Côme-du-Mont et Auvers, après un parcours de 33,3 km entre pays de Coutances et Nord-Cotentin.

## Bassin et affluents

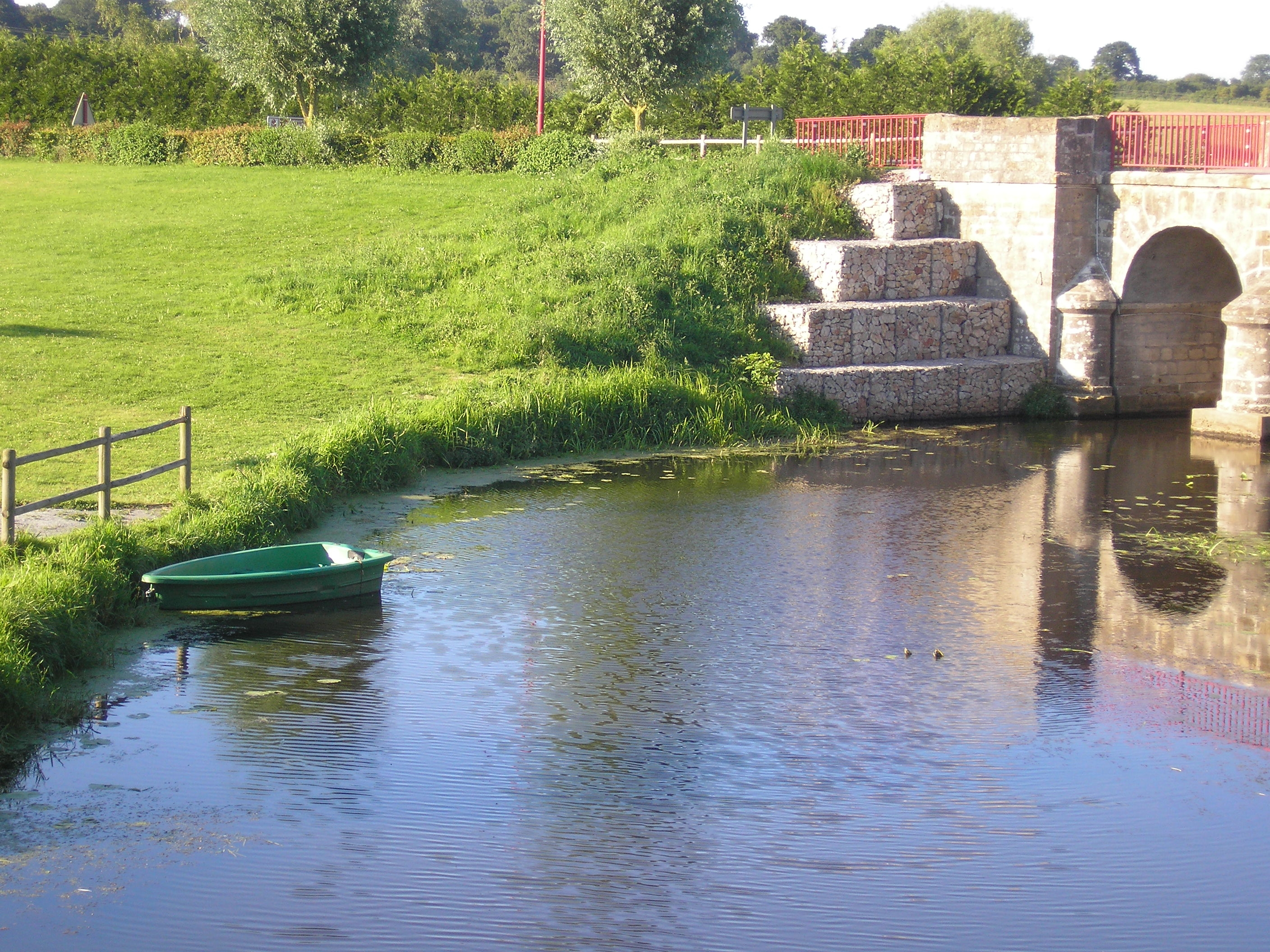
La Sèves à Baupte.

Situé en centre-Manche, le bassin de la Sèves avoisine le bassin de l'Ay à l'ouest et deux autres affluents de la Douve : la Taute à l'est et la Senelle au nord-ouest. Son orientation générale est du sud-ouest au nord-est où se situe sa confluence avec la Douve.
Les deux principaux affluents dépassent les 10 km. Le plus long des deux, l'Holerotte (12,4 km), collecte les eaux du sud-est du bassin et conflue en rive droite entre Saint-Germain-sur-Sèves et Sainteny. Le Mouloir (10,5 km) occupe le nord-ouest du bassin et livre ses eaux en rive gauche entre Gorges et Saint-Jores.

## Communes bordées
La Sèves a la particularité de ne traverser aucune commune. Elle fait fonction de limite sur la totalité de son cours.
- Muneville-le-Bingard et Vaudrimesnil (source),

Puis limite entre :
- Millières, Saint-Patrice-de-Claids, Gonfreville, Nay, Gorges, Saint-Jores, Baupte, Appeville et Saint-Côme-du-Mont, d'une part à l'ouest,
- Vaudrimesnil, Périers, Saint-Germain-sur-Sèves, Sainteny, Auvers, d'autre part à l'est,

## Vallée de la Sèves
- Vestiges du château de Saint-Germain-sur-Sèves inscrits au titre des Monuments historiques[2].
- Tourbières de Baupte et marais Sainte-Anne à Gorges, dans les marais du Cotentin.
- Château, inscrit[3], et église Saint-Étienne, classée[4], à Auvers.
- Église Notre-Dame à Appeville, classée[5].

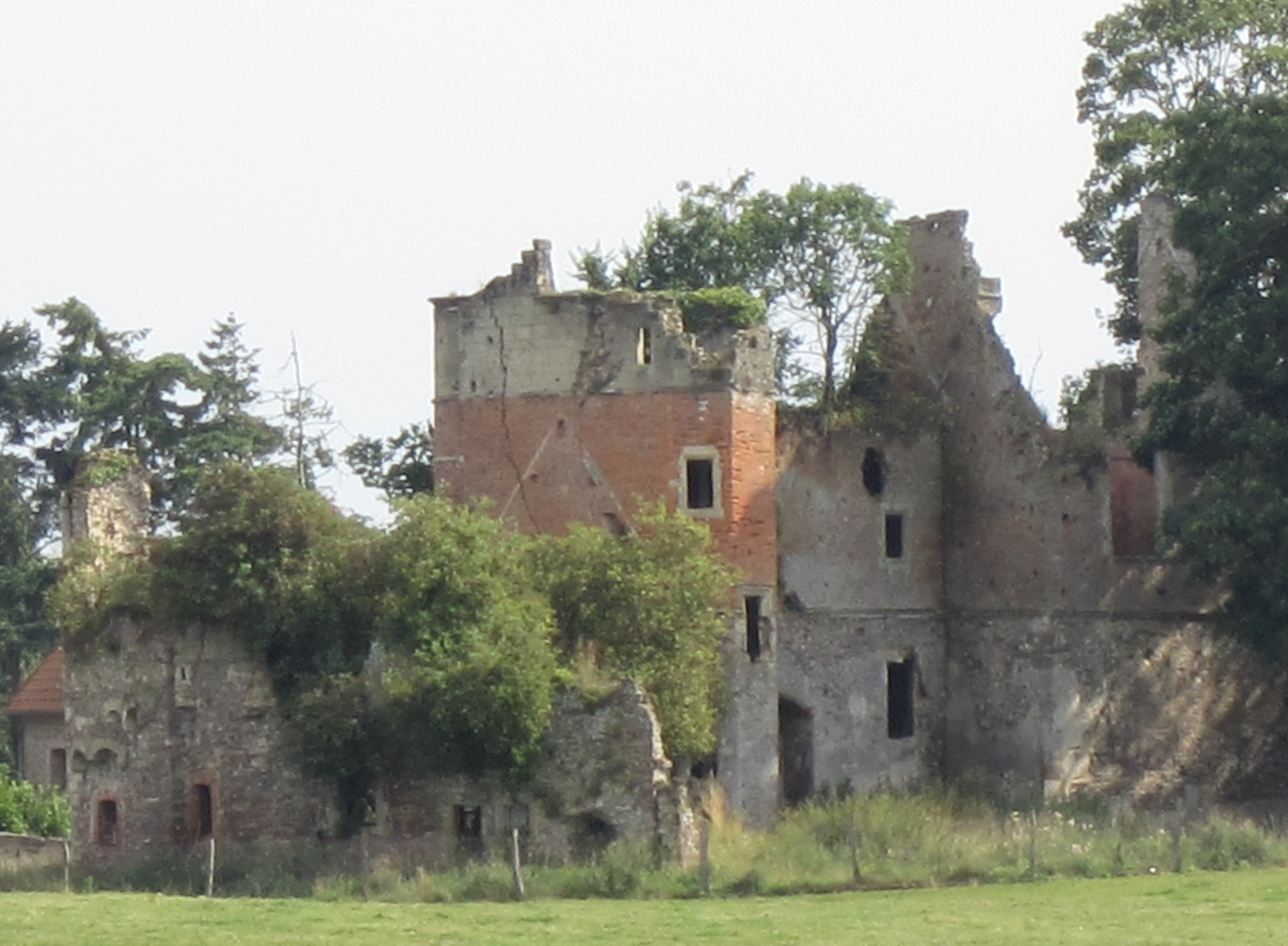
Les vestiges du château de Saint-Germain-sur-Sèves.
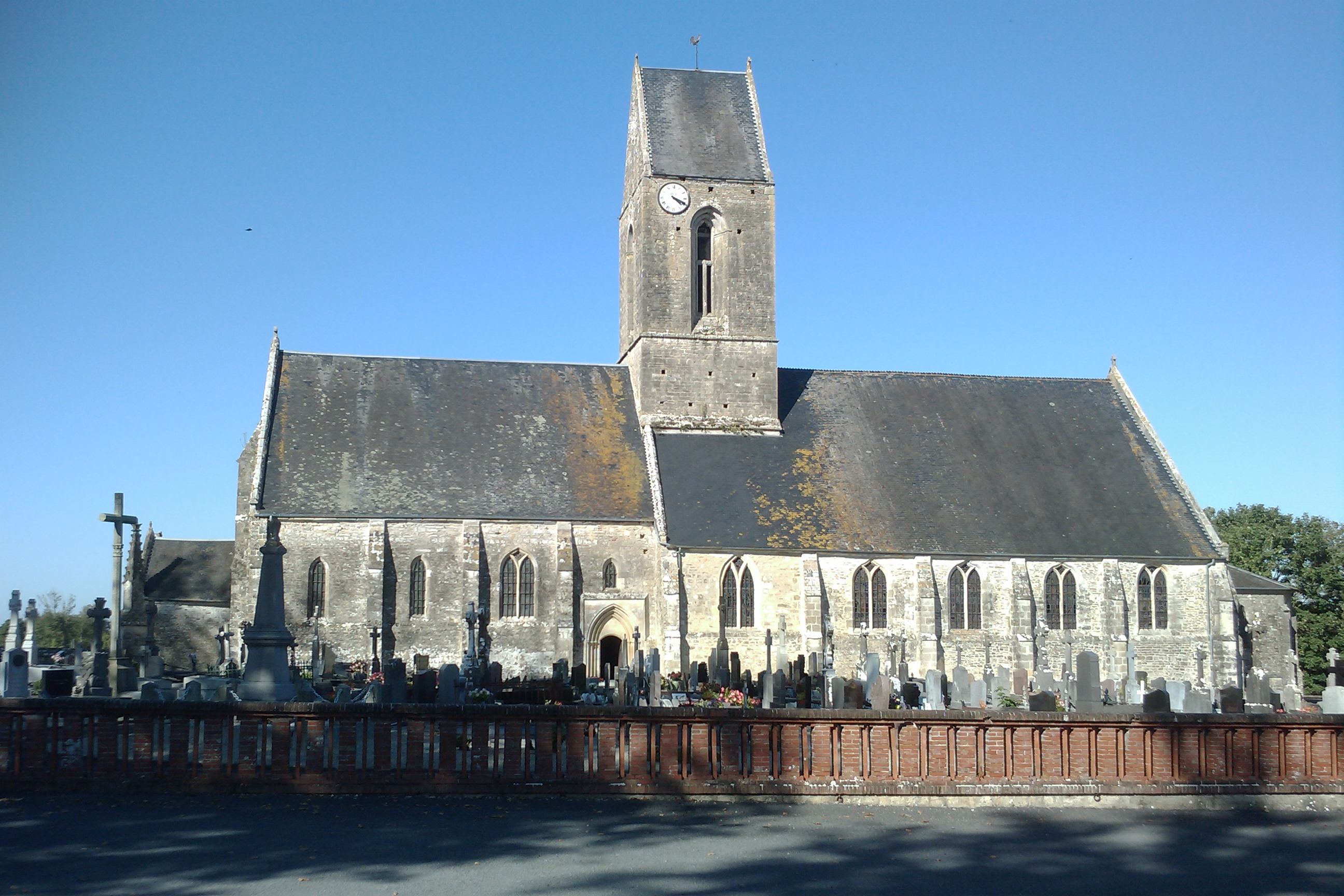
L'église Saint-Étienne d'Auvers.
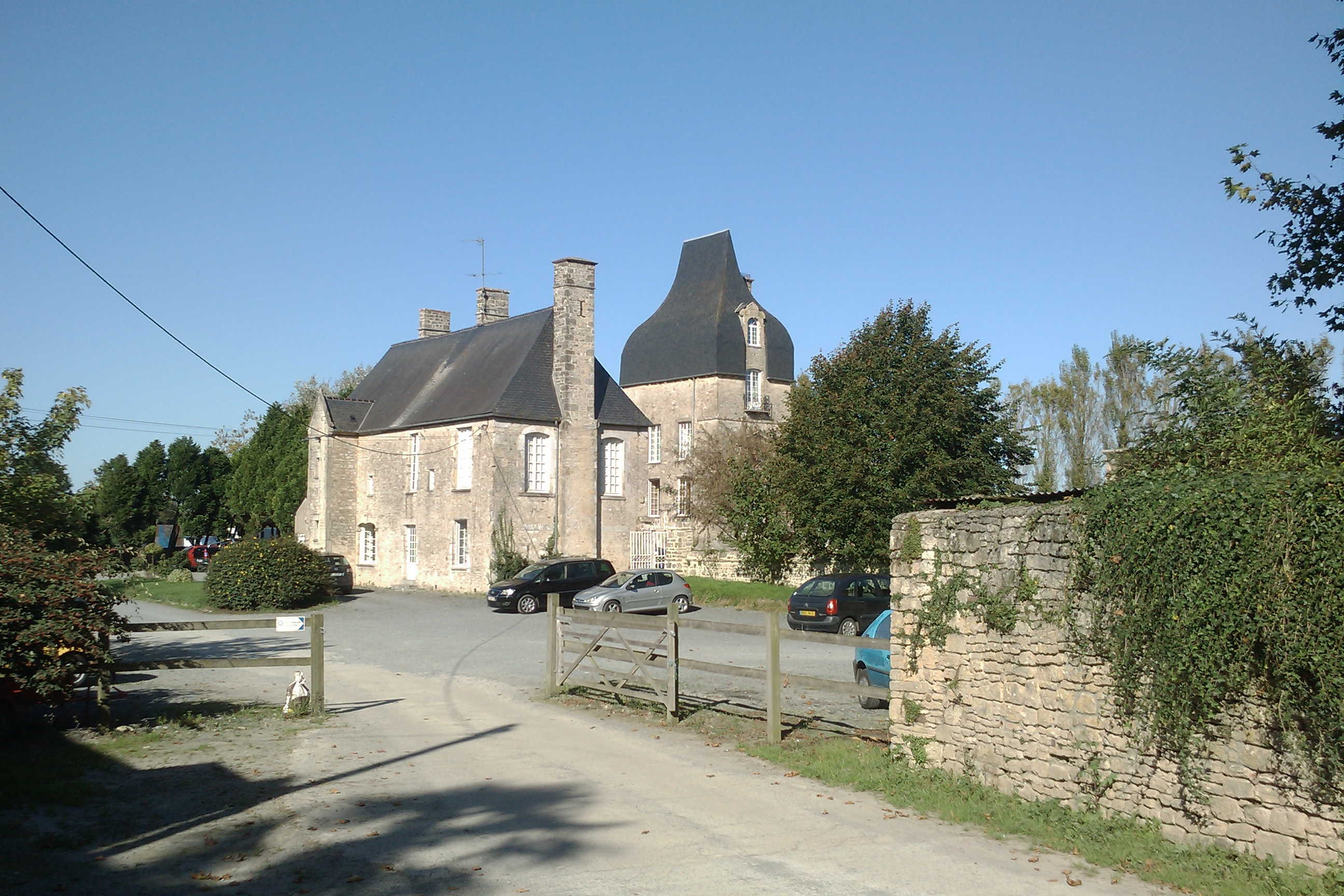
Le château d'Auvers.
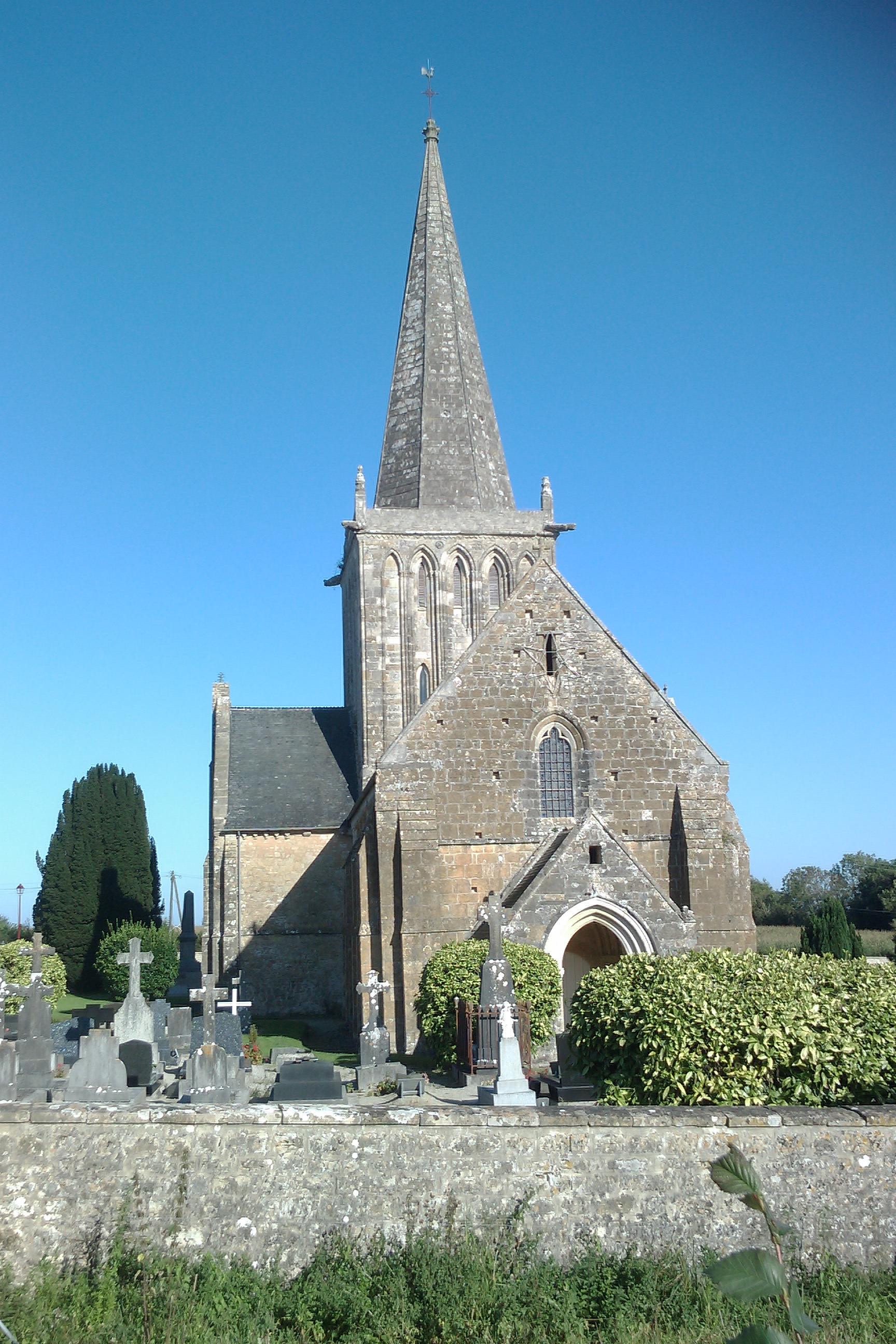
L'église Notre-Dame d'Appeville.